# 111 西57丁目
111 西57丁目 (111 West 57th Street, Steinway Tower) は、ニューヨーク市マンハッタン区ミッドタウン57丁目に建設中の超高層ビルである。
このビルは、ステインウェイ・ビル (Steinway building) を取り壊して、跡地に建てられることになっている。高さは1,421 ft (433 m)となる予定であり、アメリカ合衆国および世界でも有数の高さのマンションとなることになっている。また、完成すると香港の曉廬を上回り世界一細い超高層ビルとなる。このビルの高さと幅の比率は1:23~24となる。

## 歴史
2014年に敷地内のビル建設前の掘削が始まった。2014年7月にはニューヨーク市で史上最も高い220フィート (67 m)のクレーンが現場に設置された。2016年6月には建設は地上にまで達した。2019年4月に最頂部に到達した。完成は2020年である。

## 設計
このビルの設計はSHoP Architectsで、このプロジェクトの推進者はJDS Development Groupである。このビルの北側が最も高く南側にかけて低くなっていくようにいくつかのセットバックを持つ。セットバックの幅は高くなるほど細まって、一番高い部分はほぼ線状になり、最終的にこのビルは"空中に姿を消す"ような見た目の設計となっている。